# Taedonggang

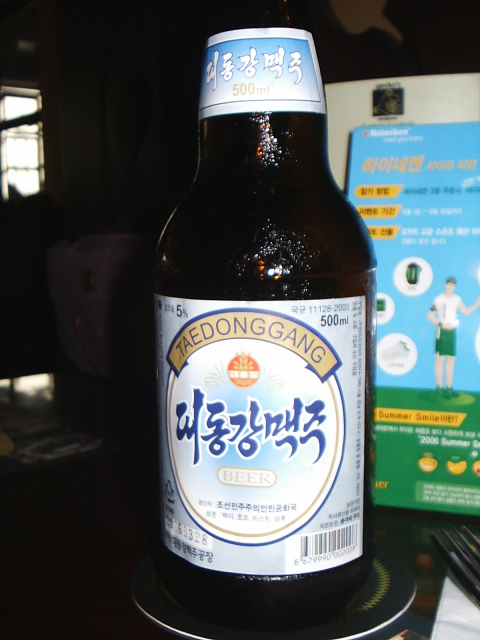
Una botella de la cerveza Taedonggang.

Taedonggang (en hangul, 대동강 맥주) es una marca de cerveza de Corea del Norte, elaborada por la Corporación Taedonggang, una compañía de carácter estatal con sede en Pionyang. Actualmente distribuye cuatro clases de cerveza dentro del país.

## Historia
En el año 2000, el líder y presidente de Corea del Norte, Kim Jong-il, ordenó la construcción y puesta en marcha de una fábrica de cerveza. Dado que en aquella época sus relaciones con los países occidentales eran positivas, el Gobierno norcoreano compró todo el material de la cervecería Ushers of Trowbridge (en Trowbridge, Wiltshire) por 1,5 millones de libras esterlinas, junto con tecnología y maquinaria alemana, para trasladarlo a Pyongyang. Taedonggang, que recibe su nombre del río Taedong, comenzó su producción en el año 2002.
La cerveza producida por la fábrica norcoreana tiene un 5% de alcohol, y presenta un sabor más amargo que el de las cervezas asiáticas tradicionales. Está enfocada al mercado interno norcoreano, y en 2005 comenzaron a exportarse botellas de Taedonggang a algunas ciudades de Corea del Sur, aunque su distribución internacional se paralizó poco tiempo después. Actualmente, es casi imposible encontrar una botella de esta cerveza fuera de Corea del Norte.
En 2009, Taedonggang protagonizó el primer anuncio comercial de la televisión de Corea del Norte, algo que se consideró histórico dentro del país. Sin embargo, Kim Jong-il ordenó paralizar de inmediato esa práctica.